# Emil Bohn
Emil Bohn (* 14. Januar 1839 in Bielau, Landkreis Neisse; † 5. Juli 1909 in Breslau, Provinz Schlesien) war ein deutscher Musikwissenschaftler, Komponist und Musikpädagoge.

## Leben und Werk
Emil Bohn studierte von 1858 bis 1862 in Breslau Klassische und Orientalische Philologie. Bereits als Student leitete er den akademischen Musikverein. Er widmete sich schließlich ganz der Musik als Theorieschüler von Julius Schäffer.
1868 wurde Emil Bohn Organist an der Breslauer Kreuzkirche. 1882 gründete er den Bohnschen Gesangverein, der durch seine historischen Konzerte bekannt wurde. 1884 wurde Emil Bohn zum Dr. phil h.c. der Universität Breslau ernannt. Zudem übernahm er in diesem Jahr die Direktion des Universitätsgesangsvereins. Ab 1857 hielt er als Lehrer am Akademischen Institut für Kirchenmusik der Universität Vorlesungen. Seite 1884 wirkte Bohn als Musikreferent der Breslauer Zeitung. 1892 ernannte ihn die Vereeniging voor Noord-Nederlands Muziekgeschiedenis in Amsterdam, 1887 die Philharmonische Akademie in Florenz und 1891 die römische Cäcilienakademie zum Ehrenmitglied. 1895 erhielt Emil Bohn den Professorentitel. 1908 wurde er ordentlicher Honorarprofessor.
Als Komponist trat Emil Bohn mit Liedern und Chorliedern hervor. Hervorzuheben sind seine Kataloge Bibliographie der Musikdruckwerke bis 1700, welche in der Stadtbibliothek, der Bibliothek des Academischen Instituts für Kirchenmusik und der Königlichen und Universitätsbibliothek zu Breslau aufbewahrt werden., Die musikalischen Handschriften des 16. und 17. Jahrhunderts in der Stadtbibliothek zu Breslau (Breslau 1890), 50 historische Konzerte in Breslau 1881–1892 nebst einer bibliographischen Beigabe: Bibliothek des gedruckten mehrstimmigen weltlichen deutschen Liedes vom Anfang des 16. Jahrhunderts bis ca. 1640 (Breslau 1893). 100 historische Konzerte des Bohnschen Gesangvereins in Breslau 1881–1905 (Breslau 1905) und Die Nationalhymnen der europäischen Völker (1908). Bohns 16.000 Seiten starke Partiturensammlung mit Musikstücken des 16. und 17. Jahrhunderts, die das gedruckte und handschriftlich überlieferte mehrstimmige weltliche deutsche Lied vom Anfang des 16. Jahrhunderts bis zur Mitte des 17. Jahrhunderts enthielt (ca. 10.000 Nummern), war in der Breslauer Stadtbibliothek deponiert, ging aber vermutlich durch Kriegseinwirkung verloren.